# Waldbrunn (Westerwald)
Waldbrunn (Westerwald) är en kommun i Landkreis Limburg-Weilburg i Regierungsbezirk Gießen i förbundslandet Hessen i Tyskland. 
Kommunen bildades 1 april 1972 genom en sammanslagning av de tidigare kommunerna Fussingen, Hausen och Lahr. Ellar, en sammanslagning av Ellar och Hintermeilingen 31 december 1970, och Waldbrunn gick samman 1 juli 1974. Namnet ändrades till det nuvarande 1 januari 1977.